# Хомс
Хомс (араб. حمص), давня назва Емеса (дав.-гр. Ἔμεσα) — місто в Сирії. Адміністративний центр провінції Хомс.
Місто розташоване за 162 км від сирійської столиці — міста Дамаск — та є зв'язною ланкою між внутрішніми містами, містами Середземноморського узбережжя. Саме місто розташоване на річці Оронт. Поблизу Хомса знаходиться замок хрестоносців Крак де Шевальє.

## Історія

### Громадянська війна
Хомс значно постраждав через протестні виступи, що почалися навесні 2011 року, які переросли в масові заворушення. 5 вересня у місто було введено підрозділи сирійської  урядової армії, які розпочали проведення операції проти опозиції, які захопили кілька кварталів у старій частині міста. У грудні 2011 року—лютому 2012 року виникли кровопролитні сутички між підрозділами сирійської армії та повстанцями. Особливо постраждало християнське населення міста.
У травні 2014 року Хомс був повністю взятий під контроль військами Асада.
5 жовтня 2023 року сирійські повстанці за допомогою БПЛА знищили військове училище у місті.
7 грудня 2024 року повстанці знову взяли місто.

## Населення
Населення міста за роками:
| 1960    | 1970    | 1981    | 2003    | 2012    |
| ------- | ------- | ------- | ------- | ------- |
| 137 217 | 215 423 | 346 871 | 729 657 | 900 492 |

## Освіта
У місті розташований четвертий за величиною університет Сирії.

## Спорт
- У місті базується відомий в Азії футбольний клуб Аль-Карама.

## Визначні місця
- Мечеть Ан-Нурі Аль-Кабір (збудована в 1129)
- Мечеть Халіда ібн Аль-Валіда — також тут знаходиться гробниця Халіда бен Валіда, відомого і шанованого ісламського воїна.
- Церква Умм Аз-Зуннар (на честь пояса Діви Марії, збудована у 59)
- Церква Еліана Хомського (збудована у 432)
- Цитадель Хомса
- Стіна Хомса

## Відомі люди
- Роман Солодкоспівець — візантійський святий.
- Елаґабал (Геліоґабал)- римський імператор сирійського походження, внучатий небіж Юлії Домни. Правив Римом упродовж 218-222 років.